# 云南山蚂蝗
云南山蚂蝗（学名：Ototropis yunnanensis）为豆科饿蚂蝗属下的一个种，原生于中国中南地区，曾归类于山蚂蝗属。其种加词 yunnanensis 意为“云南的”。
现接受名为云南锥蚂蟥（Sunhangia yunnanensis (Franch.) H.Ohashi & K.Ohashi， 2019）。

## 分布
本种分布于中国四川西南到云南东北一带。